# Notoxus fenyesi
Notoxus fenyesi là một loài bọ cánh cứng trong họ Anthicidae. Loài này được Chandler miêu tả khoa học năm 1982.